# Carex bebbii
Carex bebbii là một loài thực vật có hoa trong họ Cói. Loài này được Olney ex Britton mô tả khoa học đầu tiên năm 1889.

## Hình ảnh

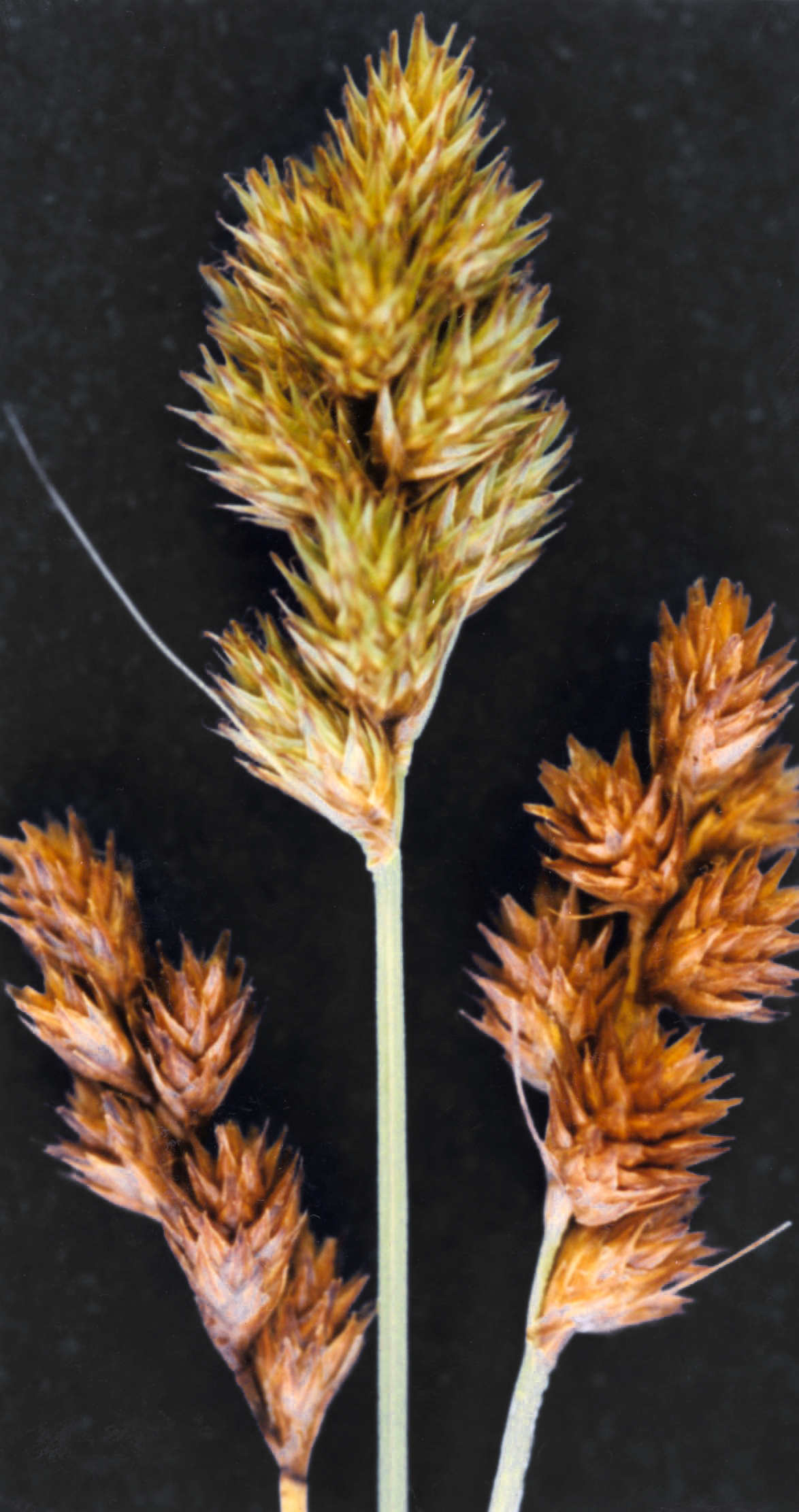
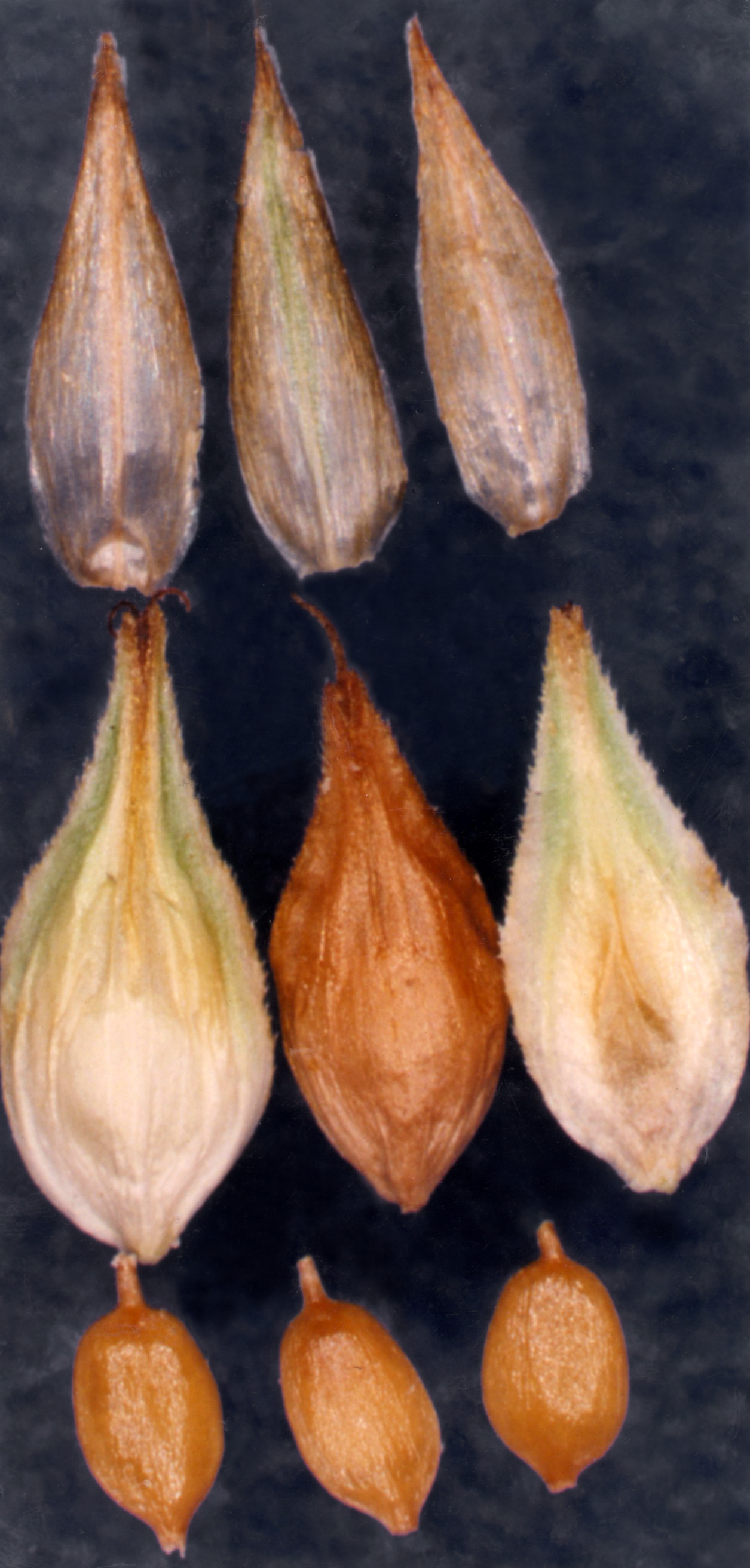